# Шаброль, Гаспар де
Жильбер Жозеф Гаспар, граф де Шаброль де Вольвик (25 сентября 1773, Риом, Овернь — 30 апреля 1843, Париж) — французский государственный деятель. Назначен императором Наполеоном I на пост префекта департамента Сена. Занимал это пост 18 лет (за это время сменилось 19 министров внутренних дел) и ушёл в отставку в ходе июльской революции.

## Биография
Гаспар де Шаброль родился 25 сентября 1773 в Риоме (Пю-де-Дом, Овернь). Он был самым младшим сыном дворянина и государственного деятеля  Гаспара-Клода-Франсуа, графа де Шаброль.
Де Шаброль получил назначение в сапёрные войска, но в начале Великой французской революции был вынужден участвовать в кампании как простой солдат.
Затем он вернулся к семье. В период террора оказался в заключении. В 1795 году был освобождён и поступил в Политехнический институт и закончил его первым через два года.

### Египет
17 июня 1799 года (28 жерминаля 4 года эры республики) был назначен в состав мостовых и дорожных сапёров. Но на следующий день он был назначен в Комиссию по науке и искусству, сопровождавшей французские войска отправившиеся в Египет. Также он стал членом академии наук Генуи.
Де Шаброль не щадил себя в ходе экспедиции. В Париже ходила молва о его смерти. По прибытии в Египет он занимался с Файе и Бодаром восстановлением канала от Александрии к Нилу. Трое деятелей посвятили этой идее большую часть 1799 года. Их исследование впоследствии было представлено во французском институте Египта 22 декабря. Де Шаброль вошёл в состав комиссии Фурье которая с 20 августа по 6 ноября 1799 находилась в Верхнем Египте. 14 ноября 1799 года де Шаброль оставил комиссию для участия третьей кампании по уравнению под руководством Лё Пера. Ему удалось успешно выполнить важный ремонт ниломера под руководством Лё Пера.
С 18 по 30 ноября 1800 года де Шаброль совершил последнюю поездку от Каира к Суэцу вместе с Лё Пером и Вилье дю Терражем.

### Франция
По возвращении во Францию  он участвовал в создании большой работы опубликованной комиссией а также опубликовал книгу Sur les mœurs et les usages des Égyptiens modernes.
В 1803 году Наполеон назначил де Шаброля субпрефектом Понтиви (Наполеонвиль) указав в приказе: «успокоить там умы и ускорить работы над масштабными проектами в этой важной центральной точке Бретани». Император желал воплотить проект нового города. Сначала проект был поручен главному инженеру дорог и мостов Жану-Батисту Пишоту. Он разработал первый план, который в значительной степени переработан генеральным инспектором Пьером-Иоахимом Беснаром. Шаброль, бывший инженер дорог и мостов, возобновил работу над этими планами и разработал новую версию, близкую к утверждённой указом императора в мае 1805 года. Шаброль уехал в 1806 году, и не увидел воплощение своего проекта, хотя стройка не начиналась до 1807 года.
Оттуда Шаброль был вызван в префектуру департамента Монтенотт (31 января 1806 г.), где император также запланировал масштабные работы и где новый префект спланировал и начал работы по прокладке дороги к набережной Корниш (в сотрудничестве с инженером Жюльеном Дезире Абелем Койком). Решение императора создать резиденцию Папы в Савоне (1809-1812) во многом связано с присутствием Шаброля в этом департаменте. Префект Шаброль смог поддерживать самые вежливые отношения с верховным понтификом, не отступая от административных строгостей, наложенных на него.
На посту префекта Савонны Шаброль в 1810 году получил титул барона Империи.
Находясь в отпуске в Париже, он публикует статистику своего департамента, которая считается образцом в своем роде.
Вернувшись с Русской кампании (1812) император, недовольный префектом Сены Фрошо назначил Шаброля на его пост (13 декабря 1812).
С возвращением к власти Бурбонов (первая Реставрация) Шаброль остался на посту префекта. Король Людовик XVIII как-то раз ответил его критикам: «Шаброль женат на городе Париже и я отменил развод». В 1814 году король назначил его государственным советником и удостоил ордена «Легион почёта».  Во время Ста дней Наполеона Шаброль оставил пост префекта, но после возвращения Бурбонов снова занял его и удерживал до революции 1830 года. 8 июля 1815 года именно Шаброль изрёк перед Людовиком XVIII свою знаменитую фразу:

«Сир, прошло сто дней с того рокового момента, когда Ваше Величество, вынужденно было оторваться от самых дорогих привязанностей и покинуло столицу в слезах и смятении общества.» 
Оригинальный текст (фр.)
«Sire, cent jours se sont écoulés depuis le moment fatal où Votre Majesté, forcée de s’arracher aux affections les plus chères, quitta la capitale au milieu des larmes et de la consternation publique»
— 
Де Шаброль был женат на Доротее Лё Брюн де Плэзанс, дочери Шарля-Франсуа Лебрюна. Детей у него не было.
В 1822 году в его честь была названа улица в Париже, созданная по королевскому указу 22 мая 1822 года чтобы соединить улицы Фобур-сен-Дени и Фобур-Пуасонье от старых садов лазаристов у стены Сен-Лазар, поскольку де Шабрль владел южной частью этого участка  Также в его честь была названа дорога (Ситэ де Шаброль), соединяющая дорогу Кур де ля Ферм Сен-Лазар с улицей де Шаброль.

## Сочинения
- Mémoire sur le canal d'Alexandrie, par MM. Lancret et Chabrol, dans Description de l'Égypte, État moderne, Tome second, 1812, Paris à 194.
- Essai sur les mœurs des habitants modernes de l'Égypte, dans Description de l'Égypte, État moderne. Tome second, 2e partie, Paris, 1822, Paris.
- Notice topographique sur la partie de l'Égypte comprise entre Ramânyeh et Alexandrie et les environs du lac Mareotis, Par MM. Chabrol et feu Lancret, dans Description de l'Égypte, État moderne. Tome second, 1812, Paris.
- Statistique des provinces de Savone, D'Oneille, D'Acqui formant l'ancien département de Montenotte, Paris, 1824[14].
- Recherches statistiques sur la ville de Paris et le département de la Seine, Paris, 1826[15].

## Награды
Орден "Легион Почёта"
- Легионер (30 июня 1811)
- Офицер (13 октября 1814)
- Командор (1 мая 1821)
- Великий офицер (31 декабря 1823)
- Большой крест легиона (30 октября 1829).